# Boviene spongiforme encefalopathie

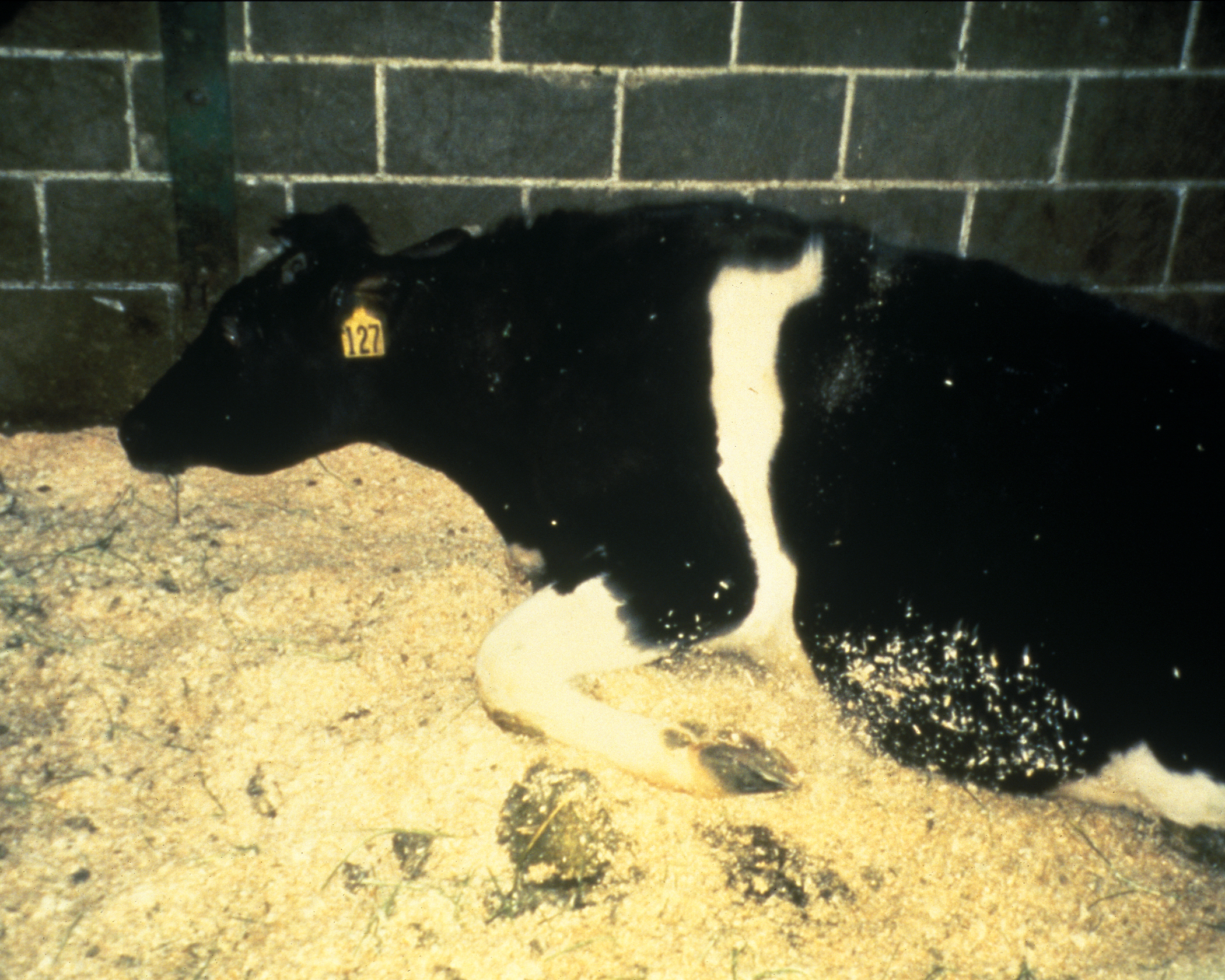
Koe met BSE

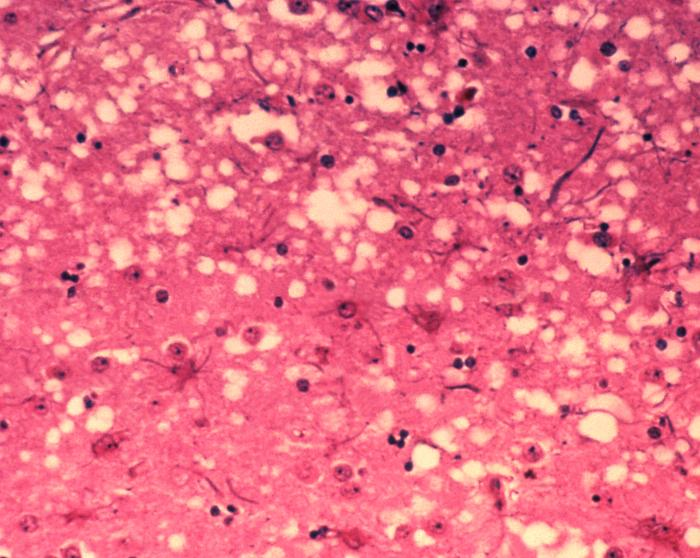
Microscopisch beeld van BSE

Boviene spongiforme encefalopathie (BSE), ook wel gekkekoeienziekte genoemd, is een ziekte van runderen die door prionen wordt veroorzaakt. De ziekte ontleent zijn naam (die sponsachtige hersenziekte bij runderen betekent) aan het uiterlijk van het hersenweefsel onder de microscoop: de dode, verdwenen zenuwcellen laten 'leegten' achter.
Als weefsels van aan BSE lijdende dieren die prionen bevatten (met name het centraal zenuwstelsel en het lymfkliersysteem) op normale wijze worden gekookt gaan de prionen niet (voldoende) kapot. 
Als andere wezens van een koe eten die deze ziekte had, dan bestaat de kans dat ze – wellicht door een wondje in de mond, of mogelijk toch door opname uit het maag-darmkanaal – intacte prionen in hun bloedbaan krijgen en zelf ook ziek worden. Bij koeien gaat dit vrij makkelijk, zo heeft de geschiedenis geleerd.

## Tekenen en symptomen
Koeien die besmet zijn met BSE zonderen zich vaak af van de rest van de kudde. Naarmate de ziekte vordert, vertonen ze steeds meer neurologische tekens. Een van de duidelijkste tekens is agressiviteit. Het vee is vaak ook overgevoelig voor geluid en aanrakingen, en krijgen last van ataxie (een verstoring van het evenwicht en bewegingscoördinatie). De systematische ziekteverschijnselen zijn een daling in melkproductie, anorexie en loomheid.

## De BSE-epidemie inGroot-Brittannië
In Groot-Brittannië kregen koeien vroeger diermeel waarin onder andere resten van koeien en andere dieren zoals schapen waren verwerkt, afkomstig van zieke dieren die niet geschikt waren voor menselijke consumptie. Ook scrapie-schapen werden tot vleesmeel verwerkt. Voordien was het gebruikelijk zieke kadavers te verbranden. Cruciaal was ook de andere manier waarop dit diermeel, alleen in Groot-Brittannië, geproduceerd werd. Het betrof een efficiënter continu proces, waarbij (simpel gezegd) aan één kant het materiaal de installatie inging en aan de andere kant het diermeel eruit kwam. Maar later bleek dat niet aan de gangbare internationale proceseisen voldaan werd. Koken, sterilisatie en zelfs autoclaveren zijn echter onvoldoende gebleken om prionen onschadelijk te maken, het besmettingsgevaar blijft aanwezig. 
Het resultaat was een snel optredende landelijke epidemie van BSE in 1992 die honderdduizenden dieren trof, waarvan een groot aantal uiteindelijk toch door mensen is geconsumeerd omdat veel besmette koeien zijn geslacht voordat ze symptomen konden ontwikkelen.
De epidemie is bedwongen door het systematisch doden en vernietigen van aangetaste kuddes. Daarenboven zijn de algemene voorschriften voor de slacht aangescherpt en worden hersenen, het ruggenmerg  en de grote zenuwen buiten de voedselketen gehouden. Na de BSE-epidemie is het eiwitrijke  diermeel als voedselbron verboden en grotendeels vervangen door sojameel.

## Variant Creutzfeldt-Jakob Disease (vCJD)
Hoewel aanvankelijk gedacht werd dat de ziekte niet tussen verschillende soorten kon worden overgedragen is dat inmiddels voor een aantal diersoorten onomstotelijk bewezen door middel van experimenteel onderzoek. Het uiteindelijke bewijs voor overdracht van BSE op mensen is niet geleverd, maar de overeenkomsten tussen BSE bij koeien en een nieuwe variant van de ziekte van Creutzfeldt-Jakob bij mensen zijn zo talrijk, dat onder wetenschappers nauwelijks twijfel bestaat over de vraag of de ziekte van koe op mens is overgedragen. Het finale bewijs kan niet geleverd worden, omdat mensen niet onder laboratoriumomstandigheden worden besmet met BSE.
In Groot-Brittannië werd in 1996 bekendgemaakt dat sinds 1994 tien mensen overleden waren aan een waarschijnlijk nieuwe variant van Creutzfeldt-Jakob. Deze patiënten waren gemiddeld veel jonger dan normale Creutzfeldt-Jakob patiënten en ook het ziekteproces verliep anders dan dat van patiënten die de sporadische variant van Creutzfeldt-Jakob hadden. Het vermoeden bestond toen al, dat deze nieuwe variant van Creutzfeldt-Jakob - tegenwoordig bekend als "variant-Creutzfeldt-Jakob disease" (vCJD) - veroorzaakt werd door de consumptie van rundvlees afkomstig van met BSE besmette runderen. Enkele jaren later heeft experimenteel onderzoek aangetoond dat dit inderdaad zeer waarschijnlijk is.
De ziekte is na het optreden van de eerste symptomen binnen één à twee jaar dodelijk. Door onzekerheid over de lengte van de incubatietijd was men aanvankelijk beducht voor een navenante epidemie onder mensen als onder rundvee, het aantal nieuwe gevallen bleef echter beperkt. In totaal zijn er in Groot-Brittannië tot februari 2009 167 mensen aan vCJD overleden. Daarbuiten waren dat er 46, waarvan drie in Nederland.

## Andere diersoorten
Experimenteel is de ziekte op een aantal andere diersoorten, vooral evenhoevigen, overgedragen; bij schapen was de ziekte scrapie al langer bekend; bij mensen bestond er naast de al bekende ziekte van Creutzfeldt-Jakob, in Nieuw-Guinea een verwante aandoening, kuru, die door kannibalisme werd overgebracht. Amerikaanse eekhoorns bleken ook een soortgelijke ziekte te kennen. 
Zie ook: GSS (syndroom van Gerstmann-Sträussler-Scheinker).